# Olfas Töchter
Olfas Töchter (Originaltitel: Les filles d’Olfa, internationaler Titel: Four Daughters; arabischer Titel: بنات ألفة, DMG Banāt Ulfa) ist ein Experimentalfilm von Kaouther Ben Hania aus dem Jahr 2023. Nachdem zwei Töchter einer tunesischen Mutter sich radikalisiert und in Libyen der Terrororganisation Islamischer Staat (IS) angeschlossen haben, lädt die Filmemacherin professionelle Schauspielerinnen ein, um den Verlust zu kompensieren. Die internationale Koproduktion zwischen Frankreich, Tunesien, Deutschland und Saudi-Arabien wurde beim Internationalen Filmfestival von Cannes im Mai 2023 uraufgeführt. Ein Jahr später wurde das Werk für den Oscar als Bester Dokumentarfilm nominiert.

## Handlung
Die Tunesierin Olfa ist Mutter von vier Töchtern. Eines Tages verschwinden ihre beiden älteren Töchter. Um die hinterlassene Leere zu füllen, lädt die Filmregisseurin Kaouther Ben Hania professionelle Schauspielerinnen ein und bringt dem Zuschauer die Lebensgeschichten von Olfa und ihren Töchtern näher.

## Hintergrund
Die Tunesierin Olfa Hamrouni erlangte im April 2016 internationale Bekanntheit, als sie die Radikalisierung ihrer beiden jugendlichen Töchter Rahma und Ghofrane Chikhaoui öffentlich machte. Beide Teenager hatten Tunesien verlassen, um an der Seite des IS in Libyen zu kämpfen. Hamrouni kritisierte öffentlich die tunesischen Behörden dafür, dass sie ihre Tochter Rahma nicht an der Ausreise gehindert hatten. Nach der Festnahme der beiden Frauen durch libysche Streitkräfte hätten die Behörden ebenso nicht reagiert. Auch soll Hamrouni selbst die Ausreise verwehrt worden sein, um ihre Töchter auf eigene Faust in Libyen zu suchen.

## Veröffentlichung
Die Premiere des Films fand am 19. Mai 2023 beim Filmfestival von Cannes statt. Dies ist die zweite Teilnahme einer tunesischen Produktion am Hauptwettbewerb seit Abdellatif Ben Ammars Spielfilm Une si simple histoire (1970).
Ein regulärer Kinostart in Frankreich fand ab 5. Juli 2023 im Verleih des Unternehmens Jour2fête statt. In Deutschland soll Olfas Töchter ab 18. Januar 2024 zu sehen sein.

## Auszeichnungen
Für Olfas Töchter erhielt Ben Hania ihre erste Einladung in den Wettbewerb um die Goldene Palme, den Hauptpreis des Filmfestivals. Beim Festival Der Neue Heimatfilm 2023 wurde der Film mit dem Dokumentarfilmpreis der Stadt Freistadt ausgezeichnet.
Auch wurde Olfas Töchter als tunesischer Kandidat für den Oscar 2024 in der Kategorie Bester internationaler Film ausgewählt. Im Dezember 2023 gelangte das Werk auf die Oscar-Shortlists der aus Sicht der Academy of Motion Picture Arts and Sciences (AMPAS) 15 besten internationalen Filme sowie Dokumentarfilme, wurde aber nicht nominiert. Stattdessen wurde Olfas Töchter als bester Dokumentarfilm berücksichtigt.
Die Jury der Deutschen Film- und Medienbewertung hat den Film mit dem Prädikat „besonders wertvoll“ ausgezeichnet und bezeichnet den Film als „Riesengewinn für das Dokumentarformat. Durch vielschichtiges Erzählen und experimentelle Herangehensweise macht es Regisseurin Kaouther Ben Hania möglich, intrafamiliären Muster und gesellschaftliche Strömungen parallel zu betrachten und deren Wechselwirkung begreifbar zu machen. Dass dabei auch der Spaß und der Zusammenhalt innerhalb der Familien miterzählt wird, ist eine weitere Leistung“.